# More Issues Than Vogue
More Issues Than Vogue è il terzo album in studio della cantante statunitense K. Michelle, pubblicato nel 2016.
More Issues Than Vogue ha ricevuto elogi dalla critica al momento del suo rilascio e ha raggiunto la seconda posizione nella classifica US Billboard 200 e la prima nella classifica US Top R&B/Hip-Hop Albums con vendite di 59,158 copie nella prima settimana. Ha inoltre raggiunto la posizione numero 32 nella classifica UK R&B Albums. L'album è stato accolto con grande favore dalla critica, ottenendo un punteggio di 80 su 100 su Metacritic.

## Tracce
1. Mindful – 1:56
2. Got Em Like – 3:50
3. Ain't You – 4:15
4. Not a Little Bit – 3:29
5. If It Ain't Love – 4:26
6. Make the Bed (featuring Jason Derulo) – 3:37
7. Nightstand – 4:20
8. These Men – 4:29
9. All I Got – 3:51
10. Time – 4:38
11. Rich (featuring Yo Gotti & Trina) – 4:05
12. Sleep Like a Baby – 3:28